# Racchettoni

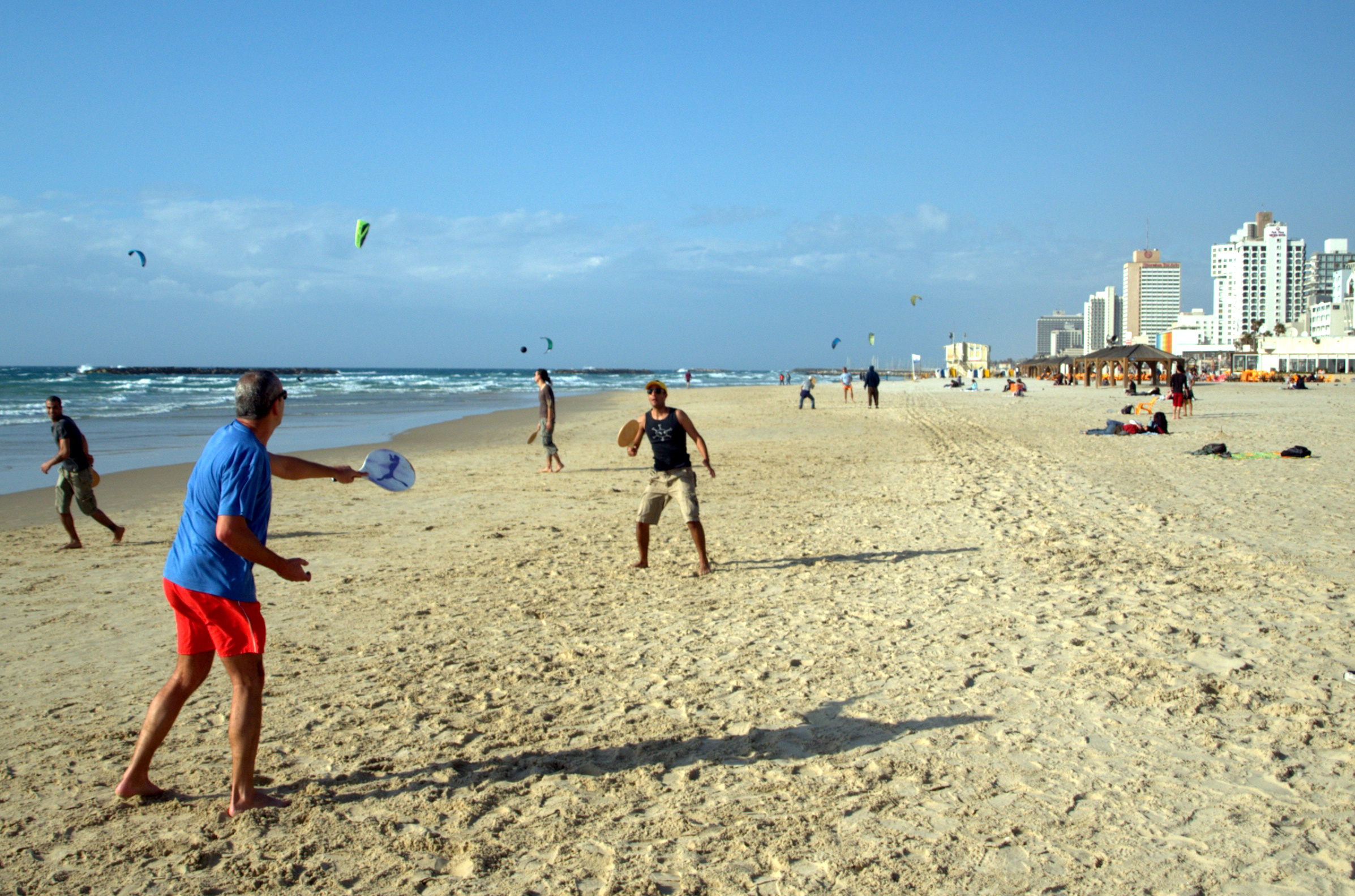
Persone che giocano a matkot su una spiaggia di Tel Aviv (Israele).

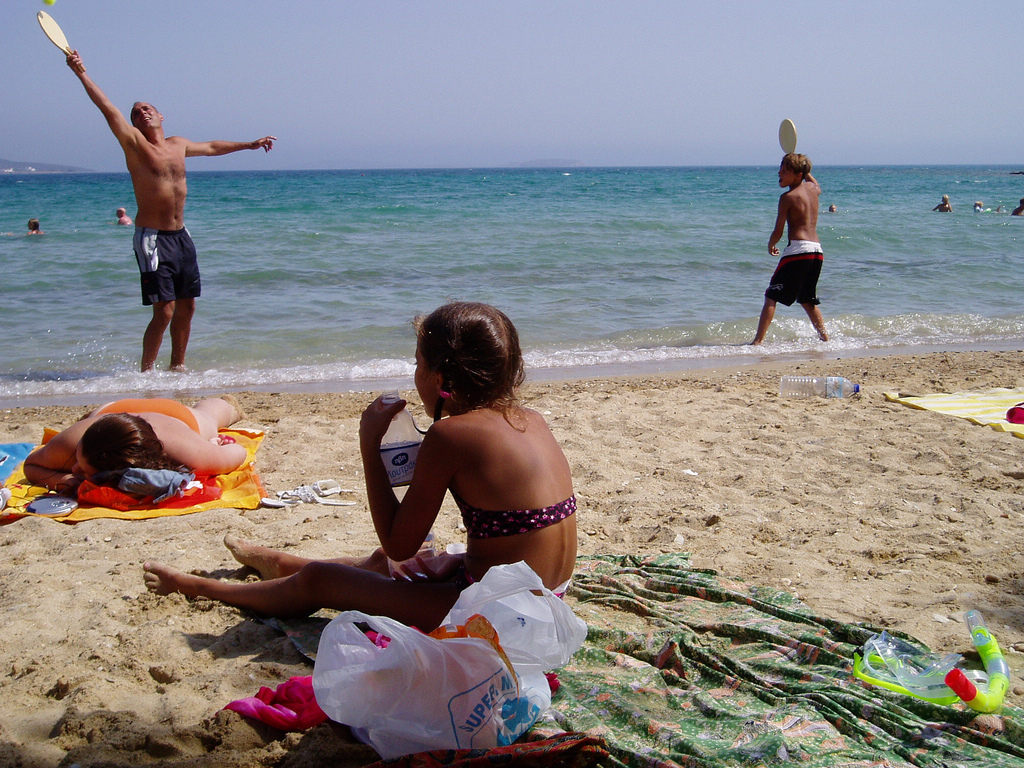
Gioco dei racchettoni sulla spiaggia di Antiparo (Grecia) nell'agosto del 2006.

Il gioco dei racchettoni, conosciuto anche semplicemente solo col nome di racchettoni, ovvero degli attrezzi utilizzati per giocarvici, è un gioco derivato dal tambeach ed è il predecessore del tennis da spiaggia.
Tale attività, se svolta sulle spiagge italiane, è spesso disciplinata dalle norme sull'utilizzo del litorale marittimo per finalità turistiche e ricreative emesse dal comune interessato o dall'Ordinanza di sicurezza balneare emanata dal locale ufficio del Corpo delle capitanerie di porto - Guardia Costiera competente per territorio.